# Maestros (película)
Maestros  es una película de España, dirigida por Óscar del Caz en 2000, y protagonizada por Conrado San Martín, Manuel Alexandre, Frank Braña, Tomás Zori, Jesús Guzmán.